# Suharto
Hadji Mohamed Suharto, ou simplesmente Suharto (Kemusuk, Yogyakarta, 8 de junho de 1921 — Jacarta, 27 de janeiro de 2008) foi um político e militar indonésio, que serviu como Presidente da Indonésia, se mantendo no cargo por 31 anos, desde a derrubada do presidente Sukarno, em 1967, até sua renúncia, em 1998. Ele foi amplamente considerado por observadores estrangeiros como um ditador. Contudo, o legado do seu governo, marcado por corrupção e progressos, segue controverso até os dias atuais.
Suharto nasceu numa pequena vila chamada Kemusuk, em Java, na cidade de Yogyakarta, durante a dominação colonial holandesa, crescendo numa família empobrecida. Seus pais, que eram javaneses muçulmanos, se divorciaram logo após o nascimento dele, o que o forçou a viver em lares adotivos durante toda a sua infância. Durante a ocupação japonesa da Indonésia, Suharto serviu num grupo de segurança indonésio criado pelos japoneses. Durante a luta por independência, ele se juntou ao recém-formado exército indonésio. Suharto foi subindo nas patentes e após a independência, foi promovido a major-general.
Entre 30 de setembro e 1 de outubro de 1965, ocorreu uma tentativa de golpe de estado na Indonésia que foi detida por tropas lideradas por Suharto. De acordo com a liderança das forças armadas, o golpe foi orquestrado pelo Partido Comunista. Entre 1965 e 1966, o exército realizou uma série de expurgos contra os comunistas e no final o presidente Sukarno foi forçado a deixar o poder, com o general Suharto assumindo a presidência. Ele foi formalmente apontado como chefe de estado interino em 1967 e eleito presidente oficialmente no ano seguinte. Ele então montou uma campanha social chamada de "de-Sukarnoização" para tentar reduzir a influência do seu antecessor. Nos primeiros anos no poder, o governo de Suharto gozou de apoio popular e da lealdade das forças armadas, permitindo a ele implementar o que chamou de "Nova Ordem". Até a década de 1990, seu regime foi marcado por acentuado autoritarismo, repressão política e corrupção desenfreada que, lentamente, começou a erodir sua base de apoio. Em meados dos anos 90, sua situação ficou insustentável, especialmente após a crise financeira asiática de 1997 que levou a uma série de protestos e instabilidade. Sem alternativa, Suharto anunciou, em maio de 1998, que renunciava a presidência. Ele faleceu dez anos depois, em 2008, de falência múltipla dos órgãos e recebeu um funeral de Estado.
Sob sua administração, que ficou conhecida como "Nova Ordem", Suharto construiu um governo forte, centralizado e dominado por militares. A capacidade de manter a estabilidade em uma Indonésia ampla e diversa, além de sua postura declaradamente anticomunista, conquistou o apoio econômico e diplomático do Ocidente durante a Guerra Fria. Em um dos eventos mais marcantes de sua ditadura, Suharto ordenou a brutal invasão do Timor-Leste, em 1975, na qual morreram, segundo grupos de direitos humanos, cerca de 200 mil timorenses. Durante boa parte de sua presidência, a economia da Indonésia melhorou significativamente, com o país sendo industrializado e a qualidade de vida em ascensão, puxado principalmente por melhorias nos níveis de educação.
Planos para conceder o status de Herói Nacional a Suharto estão sendo considerados pelo governo indonésio e têm sido debatidos vigorosamente no país. De acordo com a organização Transparência Internacional, Suharto foi um dos líderes mais corruptos da era moderna, tendo desviado e assumido ilegalmente uma fortuna avaliada entre US$ 15–35 bilhões de dólares.